# Atlas Eclipticalis
Atlas Eclipticalis es una obra musical para un ensamble no determinado, compuesta por el compositor estadounidense John Cage entre 1961 y 1962, y estrenada en Montreal el 3 de agosto de 1961.

## Historia
Atlas Eclipticalis fue compuesta para el International Week of Today's Music, solicitada por Pierre Mercure. La pieza fue estrenada bajo la dirección de John Cage el 3 de agosto de 1961 en el Thêatre de la Comédie-Canadienne de Montréal. El nombre de la pieza, que hace alusión a un mapa estelar, fue tomada del astrónomo checoslovalo Antonín Bečvář.

## Descripción
La obra representa una cartografía de las estrellas, a partir de los mapas creados por el astrónomo Antonín Bečvář y publicados en 1958, pero también de los procedimientos del azar a través del I Ching. Con estos dos métodos, Cage dibujó un mapa celeste para generar la pieza, superponiendo el papel pautado sobre el mapa estelar para realzar las «imperfecciones del papel». La pieza fue escrita para 1 a 86 instrumentos acústicos o electrónicos. De manera análoga a otra pieza de Cage, Winter Music, Atlas Eclipticalis contiene eventos de una a diez notas que se dividen al azar en dos grupos; las alturas están anotadas de manera un tanto inusual, pues el tamaño de las notas determina la amplitud.
De acuerdo a Eugenio Trías, el Atlas Eclipticalis es ”la última obra de arte (...) de Cage), el equilibrio corre el riesgo de romperse, los silencios se vuelven, en ocasiones, excesivos, desaforados.”
La obra puede ser interpretada de forma simultánea con las Song Books de Cage.

## Grabaciones
Algunas grabaciones seleccionadas:
- Music from the TUDORFEST: San Francisco Tape Music Center 1964 (John Cage, Toshi Ichiyanagi, Pauline Oliveros), New World Records, 2014.
- John Cage 100 Special Edition (Anniversary Box), Wergo, 2012.
- John Cage Vol.27 The Orchestral Works 4: Atlas Eclipticalis with Winter Music, Mode, 2007.
- John Cage Solo for Cello, Wergo, 2007.
- John Cage: The Works of Saxophone 2, The Complete John Cage Edition, Volume 35, Mode, 2006.
- John Cage - Atlas Eclipticalis, Hat Hut (Hat Art), 1992.
- Cage conducts Atlas Eclipticalis with Winter Music, Mode, 1986.